# Alive in California
Alive in California is het 27e album van de Britse progressieve-rockmusicus Kevin Ayers.
Op de cd's staan opnamen gemaakt in de Verenigde Staten. Het zijn opnamen van 4 december 1993 in de Thai Bistro, Los Angeles (nummers 4 en 15), van 29 mei 1998 in The Gig, Los Angeles (nummers 7-14), van 8 september 2000 in de Knitting Factory, New York (nummers 1-3) en van 9 september 2000 in de Great American Music Hall, San Francisco (nummers 5 en 6).

## Tracklist
1. May I?
2. Didn't Feel Lonely till I Thought of You
3. Lady Rachel
4. I Don't Depend on You
5. When Your Parents Go to Sleep
6. Shouting in a Bucket Blues
7. Everybody's Sometime and Some People's All the Time Blues
8. See You Later
9. Ghost Train
10. Mr. Cool
11. Stranger in Blue Suede Shoes
12. Blaming It All on Love
13. Why Are We Sleeping?
14. Thank You Very Much
15. Hat Song

## Bezetting
- Kevin Ayers: zang, gitaar
- Ken Rosser: gitaar
- Victor Manning: gitaar